# Maszyna energetyczna
Maszyna energetyczna – maszyna przetwarzająca energię mechaniczną na inne rodzaje energii lub przetwarzająca inne rodzaje energii na energię mechaniczną (maszyna napędowa, silnik). Maszynami energetycznymi są np.: maszyna parowa, silnik spalinowy, sprężarka, sprężarka termiczna, turbina wodna, turbina wiatrowa, turbina parowa, turbina gazowa, pompa, silnik elektryczny, prądnica itp. Zwierzę, człowiek wykonujący pracę fizyczną jest rozpatrywany jako silnik żywy.